# Olekszandr Volodimirovics Zincsenko
Olekszandr Volodimirovics Zincsenko (ukránul: Олександр Володимирович Зінченко; Radomisl, 1996. december 15. –) ukrán válogatott labdarúgó, aki jelenleg a Arsenal FC-ben játszik hátvédként, de középpályásként is bevethető.
Az ukrán válogatott tagjaként részt vett a 2016-os Európa-bajnokságon.

## Pályafutása

### Kezdetek
Zincsenko az FC Monolit Illicsivszk és az FK Sahtar Doneck akadémiáin nevelkedett. Első tétmérkőzését a felnőttek között 2015. március 20-án játszotta, a Krasznodar ellen.

### Manchester City
2016. július 4-én igazolta le őt a Manchester City, becslések szerint 1,7 millió fontot fizettek érte. Az angol klub mellett a Dortmund is figyelte, azonban ők nem tettek érte ajánlatot. Zincsenkót első szezonjában a PSV csapatához adták kölcsön, ahol egy szezont töltött. A 2017–2018-as idény kezdetére visszatért Hollandiából, és 2017 októberében bemutatkozott az első csapatban. Benjamin Mendy és Fabian Delph sérülései miatt összesen 14 alkalommal lépett pályára. A 2018–2019-es szezonban 29 mérkőzésen kapott lehetőséget, azaz fontos játékosa volt a manchesteri csapatnak. 2019 júliusában hosszabbított a klubbal, 2024-ig írta alá új szerződését. 2019. október 25-én térdműtétre volt szüksége, Barcelonában operálták. 2019 decemberében kezdhette meg újból az edzéseket.

### Arsenal
2022. július 22-én 30 millió fontért igazolt az angol Arsenal csapatához.

## Sikerei, díjai

### Klubcsapattal
Manchester City
- Angol bajnok (4) : 2017–18, 2018–19, 2020–21, 2021–22
- Angol kupa : 2018–19
- Angol ligakupa (3) : 2018, 2019, 2020
- Community Shield : 2019

 Arsenal FC
- Emirates-kupa : 2022

### Egyéni elismerés
- Ukrajna Év Játékosa : 2019